# بات ريان
بات ريان (بالإنجليزية: Pat Ryan)‏ (28 فبراير 1952 – 15 أكتوبر 2013) هو ملاكم نيوزيلندي راحل، مثّل بلاده في الألعاب الأولمبية الصيفية 1972.

## روابط خارجية
بات ريان على موقع أوليمبيديا (الإنجليزية)